# Kylähullut
Kylähullut est un groupe de punk rock finlandais constitué d'Alexi Laiho (Children of Bodom), Tonmi Lillman (ex-To/Die/For), et Vesku Jokinen (Klamydia). Le nom du groupe signifie "Les idiots du village" en finnois.
Ce groupe a été formé par Alexi Laiho comme side-project, en 2004, simplement dans le but d'amuser les musiciens, et faire de la musique sans contraintes, en ce sens leur démarche peut être comparée à celle de Ultra Vomit en France. Ils ont déjà sorti deux EP et deux albums.
Le groupe est entré en studio fin mai 2007.

## Membres
- Alexi Laiho - Guitare, Chant
- Vesku Jokinen - Basse, Chant
- Tonmi Lillman - Batterie

## Discographie
- 2004: Keisarinleikkaus (EP)
- 2005: Turpa Täynnä (album)
- 2007: Lisää Persettä Rättipäille (EP)
- 2007: Peräaukko sivistyksessä (album)

Vidéo:
- Kääpiöt - Turpa Täynnä